# Rui Naiwei
 (février 2025).
Si vous disposez d'ouvrages ou d'articles de référence ou si vous connaissez des sites web de qualité traitant du thème abordé ici, merci de compléter l'article en donnant les références utiles à sa vérifiabilité et en les liant à la section « Notes et références ».
Rui Naiwei (chinois: 芮迺偉; chinois simplifié: 芮迺伟; pinyin: Ruì Nǎiwěi; née le 28 décembre 1963) est une joueuse de go professionnelle. Originaire de Chine, elle est actuellement professionnelle en Corée du Sud. Elle est souvent considérée comme la plus forte joueuse de go mondiale, et a obtenu de nombreux titres. En 1999, elle bat Lee Chang-ho et Cho Hunhyun et remporte le Guksu, l'un des plus prestigieux titre de go en Corée. Elle est ainsi la seule femme à avoir obtenu un titre de go majeur ouvert aussi bien aux hommes qu'aux femmes. 

## Biographie
Née à Shanghai, en Chine, elle commence à jouer au go à partir de 1975, à l'âge de 11 ans. En 1985, elle devient professionnelle à la Zhongguo Qiyuan, et parvient à être promue 7e dans la même année. En 1988, elle devient 9e dan, et la première femme à atteindre ce rang.
Rui quitte la Chine en 1989 pour aller s'installer au Japon. La Nihon Ki-in ne l'a pas autorisée à participer aux tournois professionnels japonais, mais elle réussit à atteindre les demi-finales de la Coupe Ing en 1992. Elle passe ensuite plusieurs années à San Francisco puis part en Corée du Sud, où elle domine la compétition féminine. Elle a gagné deux tournois ouverts (aux hommes et aux femmes) : le 43e Guksu en 1999 et la Coupe Maxim en 2004.

## Titres
| Titre                       | Années                   |
| --------------------------- | ------------------------ |
| Titres nationaux            | 17                       |
| Guksu                       | 1999                     |
| Coupe Maxim                 | 2004                     |
| Myungin féminin             | 2000 - 2002, 2004 - 2007 |
| Guksu féminin               | 2000 - 2002, 2006, 2007  |
| Kisung féminin              | 2006                     |
| National Women's Individual | 1986 - 1989              |
| Titres internationaux       | 7                        |
| Coupe Jeongganjang          | 2003                     |
| Coupe Hungchang             | 2000, 2001               |
| Coupe Eastern Airlines      | 2000                     |
| Coupe Bohae                 | 1994, 1996, 1997         |